# Atelerix albiventris
Espèce
Statut de conservation UICN

 LC  : Préoccupation mineure
Le Hérisson à ventre blanc (Atelerix albiventris) est une espèce de mammifère insectivore de la famille des Erinaceidés. Cette très petite espèce de hérissons vit dans les déserts du sud de l'Afrique, du Sénégal au Soudan et à la Zambie. Les anglophones le nomment African pygmy hedgehog (hérisson pygmée d'Afrique) à cause de sa taille réduite ou encore four-toed hedgehog (hérisson à quatre doigts) en raison de cette particularité anatomique.

## Description

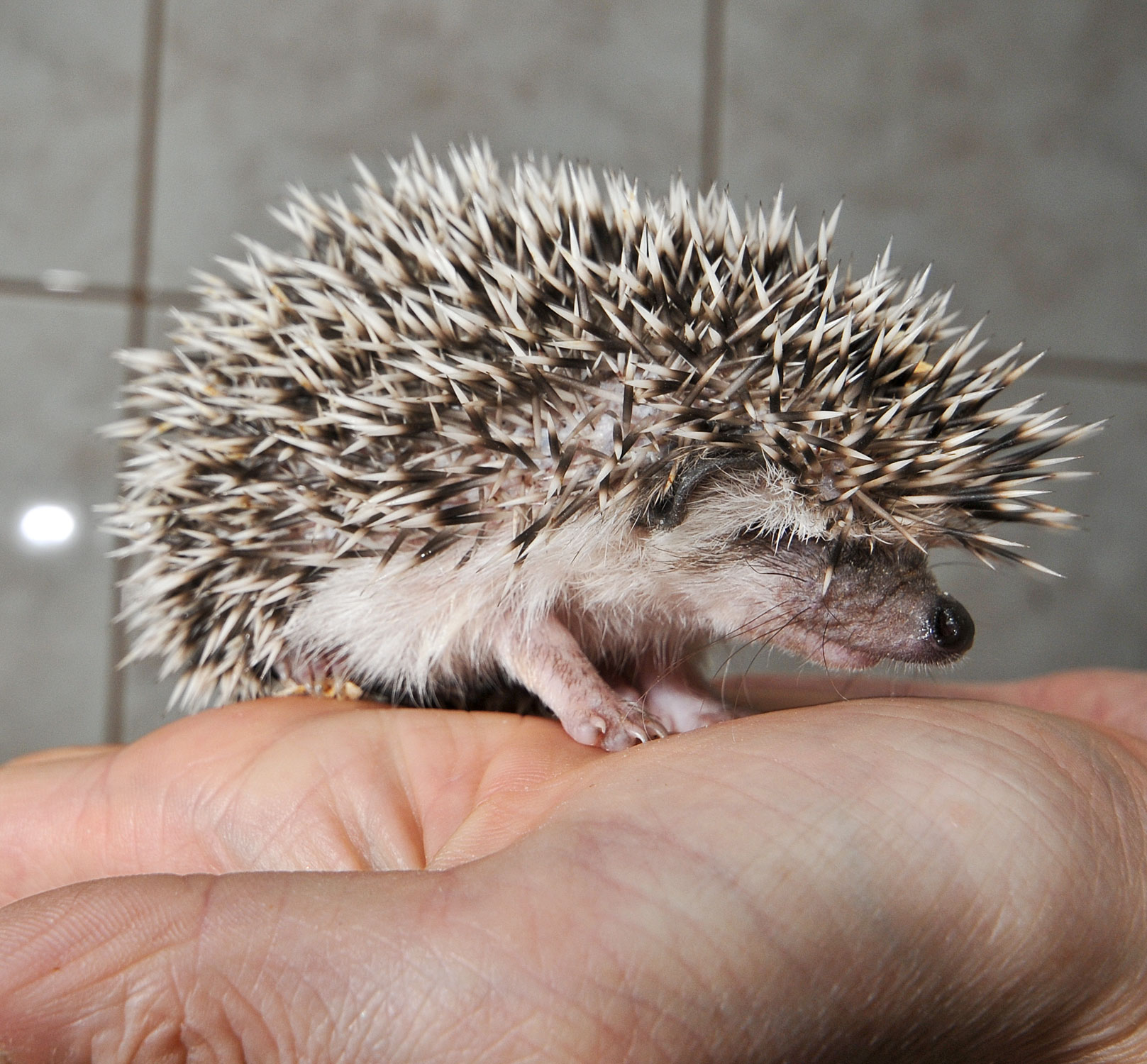
Hérisson à ventre blanc juvénile (moins de 2 mois)

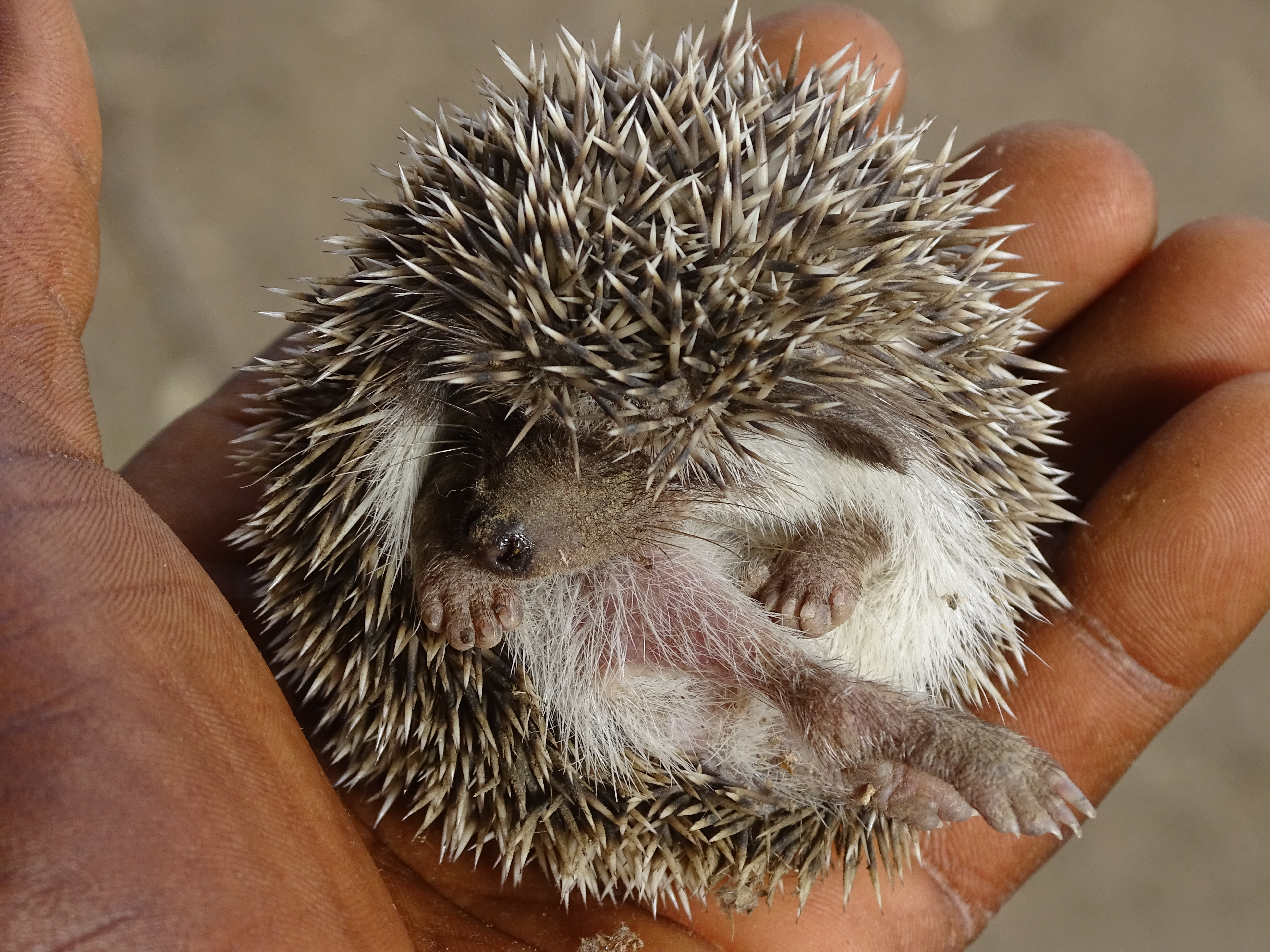
Atelerix albiventris dans une main. Mars 2022.

## Répartition et habitat

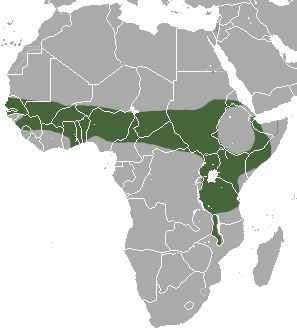
Aire de répartition dAtelerix albiventris

Ce hérisson vit en Afrique tropicale du nord-ouest, centre et est. Son aire de répartition s'étend du sud de la Mauritanie et du Sénégal à l'ouest jusqu'au Soudan, à l'Érythrée et à l'Éthiopie, en passant par la partie nord de l'Afrique centrale. A l'est, son aire de répartition s'étend vers le sud jusqu'au Malawi et au sud de la Zambie. 
Il vit dans les prairies et steppes peu denses de type savane. 